# Simon Fuhrer

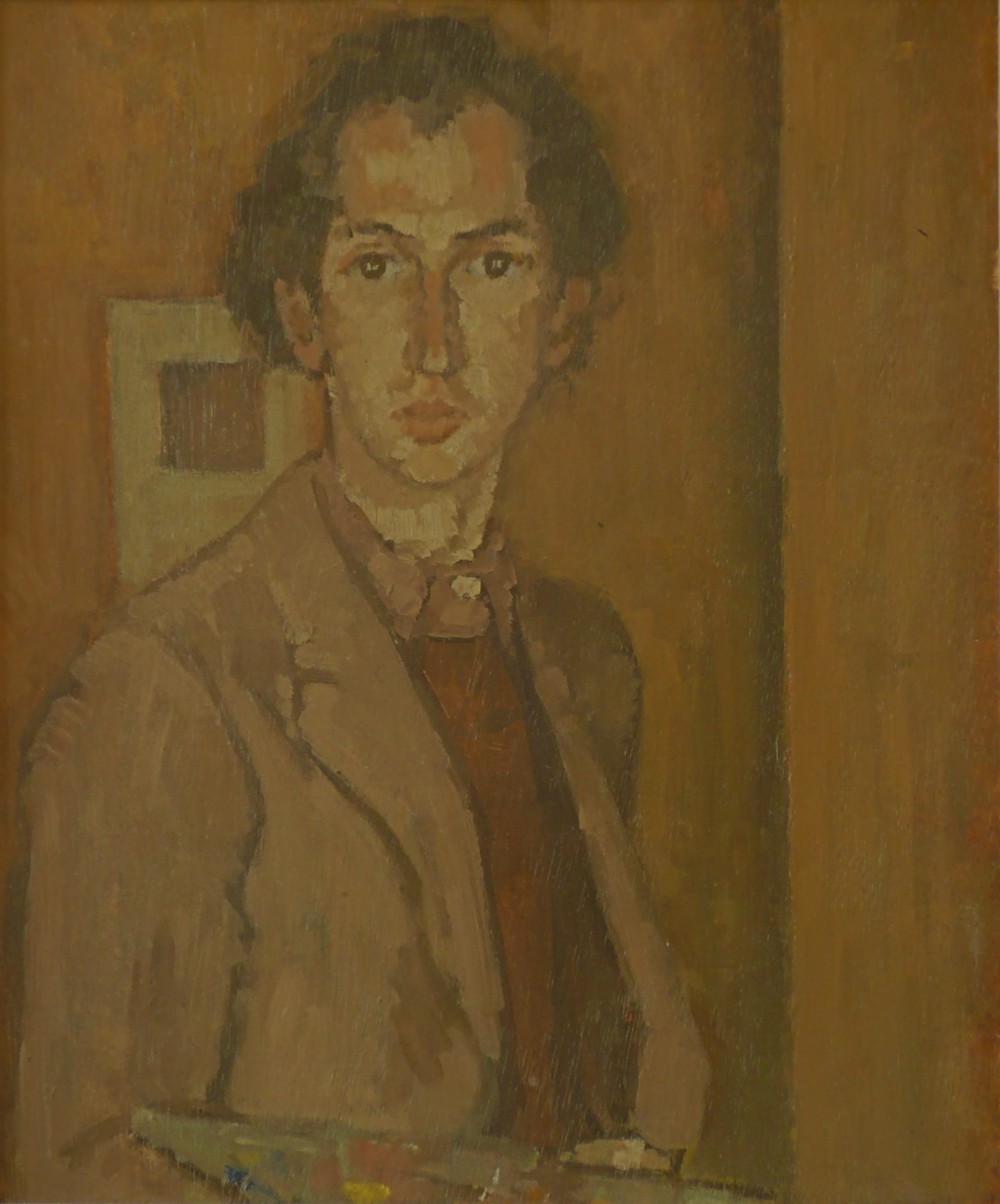
Selbstbildnis 1939

Simon Fuhrer (* 17. Januar 1913 in Bäraugrund bei Langnau im Emmental; † 11. Mai 1990 in Bedano) war ein Schweizer Maler, Zeichner und Graphiker.

## Familie und Jugendzeit
Simon Fuhrer war das erste von vier Kindern des Ehepaares Simon und Bertha Fuhrer-Fuhrer. Schon früh zeichnete er mit Leidenschaft. Die sehr bescheidenen Verhältnisse der Eltern zwangen ihn jedoch, nach der obligatorischen Schulzeit vorerst eine Lehr als Flachmaler zu machen. Mit dem wenigen Taschengeld leistete er sich Studienölfarben und Malleinwand.

## Ausbildung
Nach der Lehre, 1933, konnte Simon Fuhrer dank eines Stipendiums des Gemeinnützigen Vereins Burgdorf anderthalb Semester bei Albrecht Mayer an der Kunstgewerbeschule Basel studieren. Zu mehr reichte das Geld nicht. 1934–36 besuchte er Abendkurse an der Kunstgewerbeschule Bern. 1936 erfolgte die Aufnahme in die Sektion Bern der Gesellschaft Schweizer Maler, Bildhauer und Architekten (GSMBA).
1939 erhielt er ein Stipendium von der Stiftung de Harries. In Bern waren es (nach seiner eigenen Aussage 1955) zwei Ereignisse, die sein künstlerisches Denken massgebend beeinflussten: 1936 die Ausstellung Deutscher Malerei des 19. Jahrhunderts mit Hans von Marées und Wilhelm Leibl in der Kunsthalle Bern und 1939 die Präsentation der Sammlung Oskar Reinhart mit Paul Cézanne im Kunstmuseum Bern. In den Jahren 1947 und 1953 erhielt Fuhrer ein Eidgenössisches Kunststipendium. Dies ermöglichte ihm, Studienreisen nach Frankreich und Italien zu unternehmen. Fuhrers frühes Werk umfasst fast ausschliesslich Landschaften, Porträts, Akte und Stillleben.

## Heirat und Lehrtätigkeit

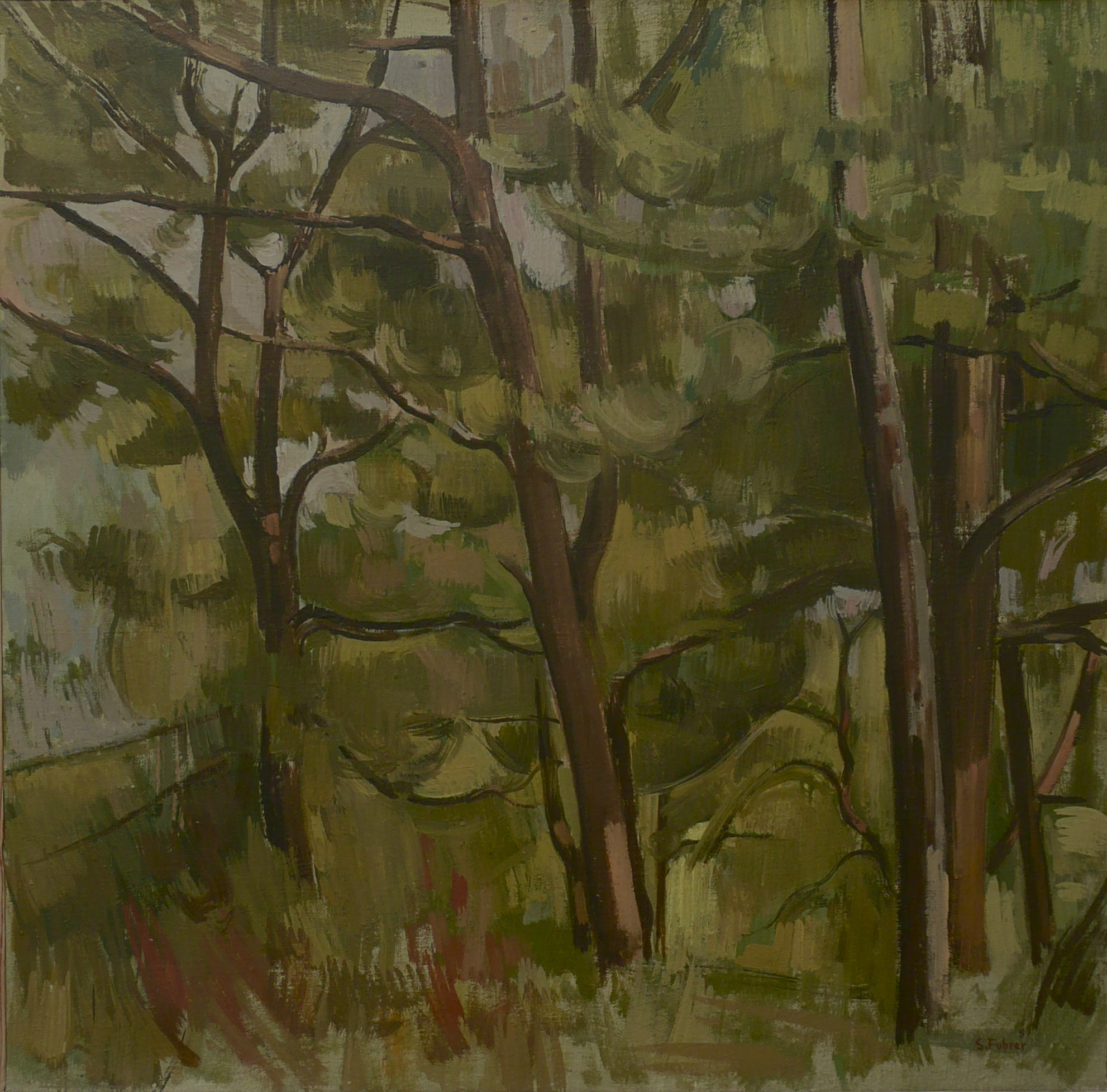
Im Park der Casa Rossa 1942

Simon Fuhrer heiratete am 28. April 1942 die Lehrerin Gertrud, geborene Schneider. Sie war eine Tochter des Walther Schneider und der Anna Schneider, des ersten Direktorehepaars der Landwirtschaftlichen Schule Schwand in Münsingen.
Das junge Paar zog nach Melchnau, wo die Frau ihre erste Stelle antrat. 1944 und 1946 kamen die beiden Kinder Simon Andreas und Sabina Barbara zur Welt. 1948 nahm die Familie Wohnsitz am Meienriedweg in Biel, wo sich Simon Fuhrer auch ein freistehendes Atelier einrichten konnte. 1949 wurde er an die Kunstgewerbeschule Bern gewählt, vorerst als Lehrer für Porträt- und Aktzeichnen. 1950 und 1955 erfolgte die Geburt der Kinder Eva Katharina und Thomas Samuel.
Die Kontakte zu Malern und Grafikern in Biel und Umgebung führten 1950 zur Gründung der «Gruppe 50». Im Oktober desselben Jahres zeigte diese eine Ausstellung in der damaligen Städtischen Galerie Biel im Gebäude der Neumarktpost; 1955, vom 3. September bis 2. Oktober, erfolgte die „Erste Gesamtausstellung Simon Fuhrer“ in der Städtischen Galerie Biel.

## Umzug nach Bedano (TI)

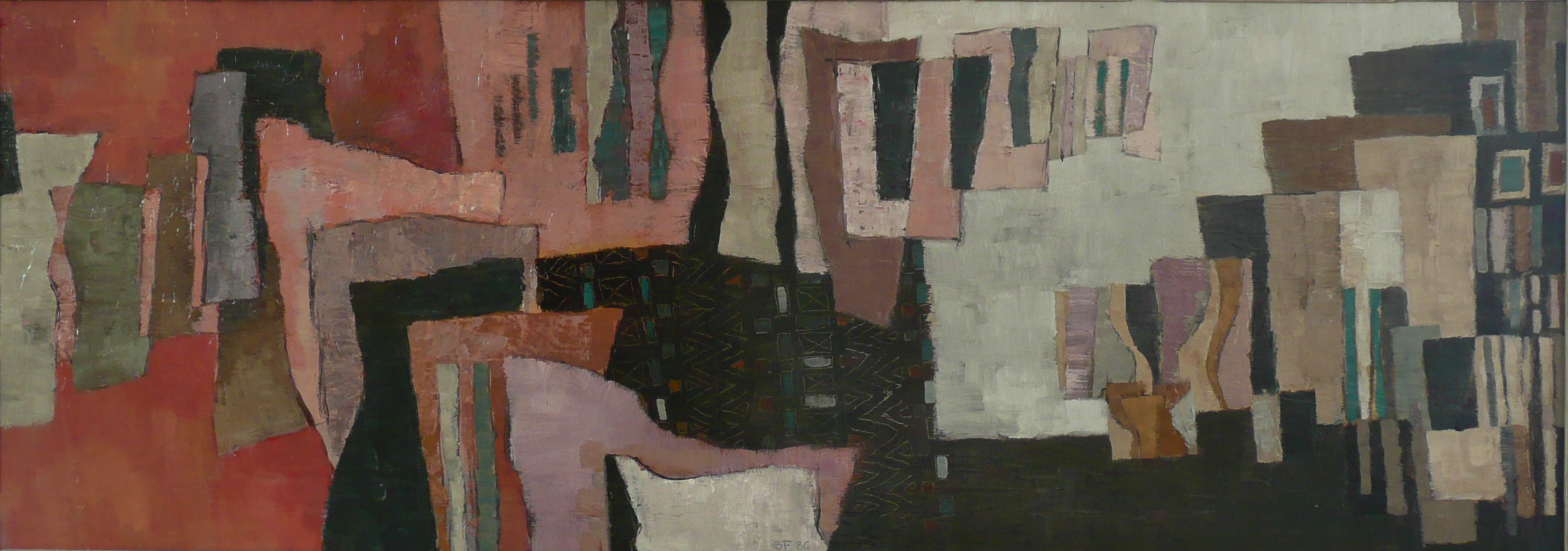
Komposition 1986

1976, kurz vor dem Ende seiner mittlerweile umfangreichen zeichnerischen und gestalterischen Lehrtätigkeit an der Kunstgewerbeschule Bern und der Frauenschule Bern, zog Simon Fuhrer mit seiner Frau in ein grosses, altes Dorfhaus in Bedano, wo er unter dem Dach ein geräumiges Atelier einrichten konnte. Er wurde Mitglied der Sezione Ticino SPSAS (GSMBA).
Im Tessin konnte er sich endlich wieder ganz seinem malerischen und graphischen Schaffen widmen. Parallel zur fortgesetzten Auseinandersetzung mit Stillleben, Porträt und Landschaft entwickelte er in Stil und Inhalt ganz neue, ungegenständliche Bilder und Graphiken.
Die letzten beiden Lebensjahre waren überschattet durch die Krankheit, der er im Mai 1990 erlag.